# أرض الخوف (النسخة المصرية)
أرض الخوف هو النسخة المصرية من برنامج المسابقات العالمي الأمريكي (Fear Factor) من إنتاج شركة اندمول - الشرق الأوسط وبدأ عرضه على شبكة تليفزيون الحياة في أبريل 2009, وتقدمه الإعلامية المصرية سالي شاهين، وقد حقق البرنامج نجاحاً ملحوظاً بين الشباب الذين أصبحوا يتابعونه يومياً حتى قررت القناة استضافة الأبطال أسبوعياً على الهواء مباشرة مع أميرة بدر في برنامج عين ليتمكن الجمهور من التواصل معهم.

## نظام المسابقة
يقيم المتسابقون في غابات الأرجنتين ويدخلوا في تحديات صعبة وخطيرة يجب عليهم أن يصمدوا أمامها، في كل حلقة (برايم) ثلاثة تحديات، الفائز في التحدي الأول يعفى من الثاني والثالث، أما من لم يتفوق في الأول فعليه أن يثبت نجاحه في الثاني والثالث علماً بأن واحد من المشاركين سيغادر أرض الخوف في نهاية الحلقة باستثناء الحلقة 11، حتى يتبقى واحد يفوز بجائزة 50 ألف دولار.

## المتسابقون
انضم له 14 متسابق ومتسابقة من مصر وهم :
| رقم المتسابق | اسم المتسابق    |
| 1            | معتز جميل       |
| 2            | مهاب مختار      |
| 3            | بسنت شوقي       |
| 4            | إيهاب الشرقاوي  |
| 5            | فرح هاشم        |
| 6            | مريم فايز       |
| 7            | معتز العطار     |
| 8            | عمر أبو المعاطي |
| 9            | شريهان محمد     |
| 10           | أحمد عبد الله   |
| 11           | محمد عشماوي     |
| 12           | هبة رحال        |
| 13           | وليد خليل       |
| 14           | نانسي فايز      |
| 15           | محمد محسن       |
| ------------ | --------------- |

### معلومات
- محمد محسن هو أصغر المتسابقين سناً.
- إيهاب الشرقاوي ووليد خليل هما!الأبوين!! الوحيدين من بين المتسابقين.
- بسنت شوقي لقبت بالسمكة الذهبية (Golden Fish) لأنها المتسابقة الوحيدة التي بقيت ضمن المتسابقات.
- عدد من المتسابقين من الإسكندرية منهم شريهان محمد وهبة رحال ومحمد عشماوي وأحمد عبد الله.
- مريم فايز ونانسي فايز هما الوحيدتين ضمن المتسابقين اللتان تربطهما الأخوة.
- شريهان محمد هي المحجبة الوحيدة في البرنامج.
- وليد خليل هو المتسابق الوحيد الذي خرج من أرض الخوف واستبعد للإصابة.

## المغادرين بترتيب رحيلهم
| رقم المتسابق | اسم المتسابق       |
| 14           | نانسي فايز         |
| 13           | وليد خليل *        |
| 11           | محمد عشماوي        |
| 9            | شريهان محمد        |
| 7            | معتز العطار        |
| 6            | مريم فايز          |
| 12           | هبة رحال           |
| 10           | أحمد عبد الله      |
| 4            | إيهاب الشرقاوي     |
| 2            | مهاب مختار         |
| 8            | عمر أبو المعاطي ** |
| 5            | محمدمحسن**         |
| 3            | بسنت شوقي**        |
| ------------ | ------------------ |

- (* استبعد من أرض الخوف بعد إصابته)
- (** خرجوا في الحلقة الأخيرة)
- معتز جميل هو الفائز

## النهائي
تبقى للمنافسة النهائية في 26 يوليو القادم أربعة متسابقين وهم معتز جميل وبسنت شوقي ومحمد محسن وعمر أبو المعاطي.

### التحدي الأول
انسحب منه عمر أبو المعاطي بالرغم أن الجماهير توقعت فوزه بالمسابقة ولكن كبر حجمه قد ضايقه واضطر وقتها للانسحاب
لأن التحدي كان يعتمد علي البقاء داخل تابوت تحت الأرض لمدة خمس دقائق ثم يحاول المتسابقين الخروج من التابوت ولمس شعار البرنامج الذي يبعد عن التابوت حوالي 5 امتار في أسرع وقت

### التحدي الثاني
خرج منه المتسابق محمد محسن لأن التحدي كان يعتمد على إبقاء عنكبوت في فمه أقرب وقت لدقيقتين فمحسن كان أبعدهم عن الوقت.
والطريف ان الفنان رامز جلال الذي شارك مع الثلاثة الآخرين في وضع العنكبوت في فمه قد استطاع تحمله لمدة 1:57 ثانية وكان زمن معتز 2:03 وزمن محمد محسن 1:26 وزمن بسنت 1:40 ثانية

### التحدي الثالث
خرجت بسنت منه وفاز معتز جميل بلقب أرض الخوف.
لأن التحدي كان يعتمد على الوصول لأبعد نقطة عن مطلع الذي تنقلب السيارة من عليه
بينما يكون المتسابق داخل السيارة

## ضيوف الحلقات
حضر بعض الضيوف من الفنانين والإعلاميين ليشاهدوا الحلقات في الأرجنتين ويؤازروا المتسابقين بل وبعضهم قرر خوض التحديات مثل الفنان حمادة هلال الذي شارك في أربعة مسابقات وسامح حسين الذي شارك في ثلاثة بالرغم من أن طاقم العمل في البرنامج حذره من القدوم لأنه يخاف من تلك الألعاب، والإعلامي شريف عامر مقدم برنامج الحياة اليوم على قناة الحياة الذي شارك في تحدي واحد وانسحب من آخر، كما زارتهم الفنانة رزان مغربي ونيكول سابا، والفنان المطرب أحمد فهمي، والإعلامية لبنى عسل التي تقدم أيضاً برنامج الحياة اليوم على نفس القناة، والفنان رامز جلال الذي حضر الحلقتين قبل الأخيرة والنهائية.
- اليوم 1-2 نيكول سابا
- اليوم 3-4 حماده هلال
- اليوم 5-6 سامح حسين
- اليوم 7-8 رزان مغربي
- اليوم 9 لبني عسل
- اليوم 10 أحمد فهمي
- اليوم 11 شريف عامر
- اليوم 12-13 رامز جلال

## إنجازات نوعية
حقق المتنافس محمد محسن ثاني أفضل رقم قياسي لبرنامج الـFEAR FACTOR العالمي في التحدي الأخير في الحلقة قبل الأخيرة والذي كان عبارة عن سيارة محمولة بونش ويقوم المتسابق بالضغط على ريموت ليضبط سقوطها على علامة محددة ثم تقاس المسافة فكان محمد محسن ثاني أفضل متسابق اقترب من العلامة بمسافة 46 سنيمتراً بفارق 6 سنيمترات عن الأول، كما حقق المتسابق مهاب مختار أفضل رقم قياسي عالمي في حلقة سابقة.

## اليوميات
تعرض قناة الحياة أيضاً يوميات للمتسابقين تظهر حياتهم الصعبة في هذه الغابات ومشاعرهم والعلاقة بينهم.

## الجوائز

### جائزة 50 ألف دولار
سلمت الجائزة لحامل لقب أرض الخوف وهو معتز جميل.

### جائزة الروح الرياضية
جائزة معنوية أهدتها القناة للمتسابق وليد خليل الذي حرمته الإصابة من تكملة مشواره في أرض الخوف.